# مقاطعة نورثمبرلاند (بنسلفانيا)
مقاطعة نورثمبرلاند (بالإنجليزية: Northumberland County, Pennsylvania)‏ هي إحدى مقاطعات ولاية بنسلفانيا في الولايات المتحدة. بلغ عدد سكانها 94528 نسمة في عام 2010 حسب إحصاء مكتب تعداد الولايات المتحدة.

## أعلام
- إلين ألبرتيني دو
- توماس ل هامر
- جون شوارتز
- جاكوب جي. فريك
- توماس ويلسون

## وصلات خارجية
- www.northumberlandco.org